# دلینا فیلکینس
دلینا فیلکینس (انگلیسی: Delina Filkins؛ ۴ مه ۱۸۱۵ – ۴ دسامبر ۱۹۲۸) یک زن ابرصدساله آمریکایی و نخستین فردی بود که به‌طور تأییدشده به سن ۱۱۳ سالگی رسید. او که در طول زندگی خود به دلیل سن بالا در مطبوعات محلی و ملی مورد توجه قرار گرفت، یک زندگی معمولی داشت. داستان زندگی او از آن زمان به گونه‌ای مورد توجه قرار گرفته است، زیرا نخستین فردی در تاریخ جمعیتی انسانیاست که تا سنین ۱۱۲ و ۱۱۳ سالگی زندگی کرده است. سن او در هنگام مرگ (۱۱۳ سال و ۲۱۴ روز) بود و این رکورد تا سال ۱۹۷۹ شکسته نشد.

## زندگی
دلینا فیلکینس در ۴ مه ۱۸۱۵ در شهر استارک ایالت نیویورک زاده شد. پدرش ویلیام ایکر و مادرش سوزانا هرویک نام داشتند. والدین او از نوادگان مهاجران هلندی و آلمانی بودند که در طول دهه ۱۷۰۰ میلادی به نیویورک آمده بودند. او تا سن ۱۱ سالگی به مدرسه رفت و پس از آن در خانه مشغول به کار شد و و نخ‌ریسی و کتان‌سازی می‌کرد. در سال ۱۸۳۴، در سن ۱۸ سالگی، دلینا با کشاورز محلی جان دی. فیلکینس ازدواج کرد و شش فرزند به دنیا آورد: جوزف (۱۸۳۶–۱۸۹۱)، کورنلیا (۱۸۳۷–۱۹۰۰)، ویلیام (۱۸۳۹–۱۹۰۹)، آلونزو (۱۸۴۱–۱۹۲۹)، بارنی (۱۸۲۸–۱۸۴۸)، و فرانک (۱۸۵۴–۱۹۳۲).[۲] به نظر می‌رسد یک بچه هفتمی به نام اِولین (زادهٔ ۱۸۵۰) هم داشته که البته در دوران نوزادی درگشته است. این زوج یک تجارت تولید و فروش پنیر داشتند. جان فیلکینس در ۳ ژوئن ۱۸۹۰ درگذشت.
به گفته رابرت داگلاس یانگ، و همان‌طور که در سال‌های بعد در روزنامه‌ها گزارش شد، فیلکینس به دلیل «سخت‌کوشی»، «فلسفه اتکا به خود»، «شخصیت محکم» و «خودکفایی»، تا سنین پیری شناخته شده بود.
در سال‌های پایانی زندگی، سن فیلکینس ابتدا توجه رسانه‌های محلی و بعداً رسانه‌های ملی را به خود جلب کرد. او از حدود سال ۱۹۱۶ مورد توجه محلی قرار گرفت و از دهه ۱۹۲۰ توجه ملی را به خود جلب کرد که در آن زمان بیش از ۱۰۰ سال سن داشت. جشن تولدهای او تبدیل به «رویدادهای اجتماعی» شد، با بازدیدکنندگانی که از دوردست برای دیدنش می‌شتافتند و تبریک‌های ریاست جمهوری. او را چنین توصیف کردند که «توانایی‌های خود را در حد شگفت انگیزd تا پایان عمر طولانیاش حفظ کرد». فیلکینس گفت راز این زندگی طولانی «زندگی آرام و سخت کار کردن، بدون هیجان و استرس» بوده است.
تغییر قابل توجهی که فیلکینس در طول زندگی خود شاهد آن بود بسیار مورد بحث قرار گرفت. به عنوان مثال، اشاره شد که در زمان تولد او، جیمز مدیسون رئیس‌جمهور ایالات متحده بود، و او می‌توانست به یاد بیاورد که راه‌آب ایری چه زمانی افتتاح شد. او ۱۰۰ ساله بود که برای اولین بار سوار خودرو شد. در ۱۱۳ سالگی، گزارش شد که او قصد دارد در انتخابات ریاست جمهوری ایالات متحده در سال ۱۹۲۸ به هربرت هوور رأی دهد، در سال ۱۹۲۰، زمانی که دلینا ۱۰۵ ساله بود، حق رأی به زنان آمریکایی اعطا شد.

## مرگ
دلینا فیلکینس در ۴ دسامبر ۱۹۲۸ در خانه نوه اش در ریچفیلد اسپرینگز واقع در ایالت نیویورک درگذشت، و مرگ به‌طور گسترده مورد پوشش رسانه‌ای قرار گرفت. سرخط روزنامه نیویورک تایمز چنین بود: «پیرترین زن ایالت روی صندلی خود جان سپرد و از رفتن به رختخواب خودداری کرد».
فیلکینس همواره به عنوان نمونه‌ای از طول عمر بسیار زیاد، در کتاب‌ها و نشریات دیگر مورد استفاده قرار گرفت و نامش در کتاب رکوردهای جهانی گینس گنجانده شد، که اشاره کرد که «او هرگز عینک به چشم نمی‌زد». در سال ۲۰۲۰، رابرت داگلاس یانگ بررسی دقیقی از زندگی فیلکینس انجام داد تا صحت این ادعا را تأیید کند که او اولین فردی است که به ۱۱۳ رسیده است. او نتیجه گرفت که «مقدار و سازگاری اسناد موجود نشان می‌دهد که دلینا فیلکینس واقعاً در سال ۱۹۲۸ به ۱۱۳ سالگی رسیده است». مقاله قبلی که در سال ۱۹۸۰ توسط ای. راس اکلر منتشر شد به همین نتیجه رسیده بود. یانگ همچنین به تمایزی دیگر دربارهٔ مورد فیلکینس اشاره کرد و آن هم این بود او تنها مورد ثابت‌شده «از همه ادعاهای پیشین (قبل از ۱۹۵۰) دربارهٔ رسیدن به سن ۱۱۳ است.»

## پیون به بیرون
- دلینا ایکر فیلکینس در قبریاب